# Wilhelm al VI-lea al Aquitaniei
Wilhelm al VI-lea, supranumit cel Gras (în franceză Guillaume le Gros; n. 1004 – d. 15 decembrie 1038, Poitiers, Ducatul Aquitaniei), aparținând Casei de Poitiers (cunoscută și sub numele Ramnulfid), a fost conte de Poitou sub numele William al IV-lea și duce de Aquitania sub numele Wilhelm al VI-lea. Ambele titluri le-a deținut din 1030 până la sfârșitul vieții.

## Biografie
Wilhelm al VI-lea a fost fiul lui Wilhelm al V-lea al Aquitaniei și al soției sale, Almodis de Limoges, văduvă a contelui Adalbert I de La Marche.
În jurul anului 1009 mama lui Wilhelm a murit și, așa cum menționează Ademar de Chabannes în Historiarum libri tres, în jurul anului 1011 tatăl său, Wilhelm cel Mare, s-a căsătorit cu Brisca (sau Sancha) (d. înainte de 1018), sora ducelui Sancho al VI-lea al Gasconiei.

Regatul Franței la începutul secolului al XI-lea

După moartea tatălui său, la 31 ianuarie 1030, Wilhelm a devenit conte de Poitou. La scurt timp s-a căsătorit cu Eustachia de Montreuil-Bellay, fiica lui Berllay al III-lea. Curând după aceea, au apărut schimbări în anturajul său. Principalii vasali ai comitatului au dispărut treptat din anturajul cuplului, ceea ce a avut ca urmare absența acestora de la așa-numitele „adunări mici” (placitum), dar și apariția unei nemulțumiri a nobilimii.
De-a lungul domniei sale, Wilhelm s-a confruntat și cu rivalitatea mamei sale vitrege, Agnes de Burgundia, a treia soție a tatălui său care, după moartea acestuia, s-a căsătorit cu contele de Anjou, Gottfried al II-lea (Martel) în 1032.
În același an Wilhelm a creat începutul unei administrații prin numirea unui vogt la Poitiers. 
La 20 septembrie 1033 în bătălia de la Moncontour, lângă Saint-Jouin-de-Marnes, Wilhelm a fost învins și capturat de noul soț al mamei sale vitrege, contele Gottfried al II-lea de Anjou care revendica provincia Saintonge. A fost eliberat trei ani mai târziu în schimbul cedării orașelor Saintes și Bordeaux. Wilhelm a reluat imediat lupta în 1036, dar a fost din nou învins. Ca urmare, a trebuit să cedeze și insula Oléron.
Wilhelm nu a avut urmași pe linie masculină. Se presupune că Agnes de Poitiers a fost fiica sa. A murit în 1038 la Poitiers și a fost înmormântat la Maillezais. A fost succedat de fratele său vitreg Odo, născut în timpul căsătoriei tatălui său cu Prisca (sau Sancha) de Gasconia, fiica ducelui Wilhelm Sancho de Gasconia.